# فرشته عدل
فرشته عدل (زاده ۱۳۴۱، مشهد) ورزشکار، مربی شنا و استاد دانشگاه اهل ایران است. به وی لقب «مادر شنای ایران» داده‌اند. او مشاور عالی فدراسیون شنا، نایب رئیس فدراسیون شنای ایران، شیرجه و واترپلو و عضو هیئت علمی دانشکده تربیت بدنی دانشگاه تربیت معلم بوده است.

## زندگی
فرشته عدل متولد ۱۳۴۱ در مشهد است. وی دیپلم خود را در سال ۵۴ از مدرسه خوارزمی تهران کسب کرد. لیسانس و فوق لیسانس خود را از دانشکده تربیت بدنی دانشگاه تربیت معلم گرفت. او یکی از اعضا هیئت علمی این دانشگاه است. پدرش فارغ‌التحصیل دانشکده افسری و مادرش پزشک زنان بوده‌است.

## حرفه
فرشته عدل در دانشگاه تربیت معلم، شهید بهشتی، علوم پزشکی ایران، علامه طباطبایی، الزهرا و شهید رجایی تدریس دروس تربیت بدنی پرداخته‌است. وی ۲۰ سال رئیس انجمن شنای زنان ایران و همچنین نایب رئیس فدراسیون شنای ایران، شیرجه و واترپلو بوده‌است. او مربی و داور بین‌المللی شناست و اولین کلاس مربی گری را در ایران افتتاح کرده‌است.